# コージー冨田
コージー 冨田（コージーとみた、1967年2月24日 - ）は、日本のものまねタレント、コメディアン。兵庫県神戸市出身、愛知県豊田市育ち。トップ・カラー所属。本名は冨田 弘司（とみた こうじ）。

## 人物・来歴
高校卒業後、育ちの豊田市でトヨタの下請け工場に5年間勤務。この頃から本名の冨田弘司名義で『森田一義アワー 笑っていいとも!』『とんねるずの生でダラダラいかせて!!』など様々な番組に出演する。冨田のタモリまねネタがまだ有名でなかった頃、『笑っていいとも!』の夏休み期間に行われた企画「真夏のそっくり当てまショー」のグランドチャンピオン大会（1997年9月3日放送）で優勝者と共に出場した新人としてタモリの前でタモリの物真似を披露。第28回『発表!日本ものまね大賞』でグランプリを獲得後本格的にプロ転向。タモリのものまねによって一躍有名になる。2001年に第38回ゴールデン・アロー賞芸能新人賞を受賞。
桜塚やっくんとも親交があり、スケバン恐子は冨田が「目があゆに似てるね」と言ったことがきっかけだったことを、冨田自身が明かしている。
弟の冨田真司（しんじ）もものまね芸人であり、シンジー冨田として活躍している。
2025年4月12日公開の集英社オンラインのインタビューにて、25～6歳のころから1型糖尿病を患っており、40歳ごろからインスリン注射、52歳ごろから週3回、1日4時間の人工透析を受けていること、また糖尿病による弱視で現在ほとんど目が見えていないということを公表している。2025年4月18日の『サン!シャイン』に出演して階段は手すりがないと上れないし降りられない等外出時には手助けが必要である事や物の置いてある位置も分からないので舞台に上がる前は(物の置いてある位置を把握する為)入念に稽古する等赤裸々に語る。

## ものまね
タモリのものまねの第一人者で、「あれっ? 髪切った?」、「んなぁーこたぁーない」というフレーズを用いる。「髪切った?」は『ものまねバトル』でヒロミからの振りに返した咄嗟の一言がはじまりだったことを自身のブログで明かしている。素人参加番組に出演した時は松村邦洋、島田紳助、笑福亭鶴瓶、桂歌丸、櫻井和寿。初めてタモリと共演した時は本人のモノマネはせずに松村邦洋と松村雄基のモノマネで、ドラマ『スクール☆ウォーズ』の「イソップが死んだのは俺のせいだ」のくだりを披露し、佐藤康恵は「松村邦洋のドスが効いてる」、東野幸治は松村邦洋のマネが上手いと評している。その他、いかりや長介、板東英二、古畑任三郎、石橋貴明など多数のレパートリーを持つ。「重箱の隅をつつくメドレー」と称する細かいものまねを得意としており、それをヒントに企画されたのが『博士と助手～細かすぎて伝わらないモノマネ選手権～』である。音声をまねる声帯模写、外見をまねる形態模写に対し、自分のものまねは性格模写であると本人は語っている。
コージー名義となって以降はタモリとの公式な共演はない。
30歳からはスキンヘッドにしており、モノマネのネタに応じてその都度カツラを被り換える。
松村邦洋やコロッケの完全コピーも披露しているが、逆にゆうぞうに自身の完コピをされており、ゆうぞうに潰しにかかりますと言ったが、ゆうぞうに潰しには負けませんと切り返されている。
大橋巨泉では彼の横柄な態度をコミカルにアレンジし「お前の番組に出てやる」と言って決め台詞にしていた。
原口あきまさのさんまを相手に「クイズダービー」の司会を倍率ドンと解答オープンの部分で再現したことがある。
石橋貴明はかつて久本雅美のトーク番組に出たとき「皆は「うるせーな！バーカ！」とかの部分をものまねするけど僕はトークの部分をものまねする」と語っていた。

## 出演

### テレビ
- ものまねバトル☆CLUB（毎月第3水曜日、日本テレビ）
- 週刊ことばマガジン（2005年4月 - 、東日本放送 ）ナレーター
- オールスター感謝祭（2001年春 - 2005年秋、TBSテレビ）  - 2001年春では一時司会を務めた。
- ものまねバトル（1994年12月 - 2009年1月、日本テレビ）  - 「ものまねスター誕生!」司会
- ぷらちなロンドンブーツ（1997年10月 - 2002年9月、テレビ朝日）  - 原口あきまさと「ものまねサバイバー」コーナーレギュラー
- 笑う子犬の生活（1999年10月 - 2001年9月、フジテレビ）
- 期間限定!ピカピカ天王洲LIVE（2000年10月 - 11月、テレビ東京）
- メレンゲの気持ち（2000年-2004年、日本テレビ）
- VS嵐（2011年6月、フジテレビ）
- コージー冨田のものパチJPN!!（2012年7月 - 2013年9月、tvkテレビ神奈川）
- ものまねグランプリ（2009年5月 - 、日本テレビ、）
- 爆笑そっくりものまね紅白歌合戦スペシャル（2000年12月 -・2014年11月 - 、フジテレビ、）  - 日本テレビの『ものまねグランプリ』から移動。
- クイズ30〜団結せよ!〜（2014年9月、フジテレビ）
- ものまね王座決定戦（2014年12月 - 、フジテレビ、） - 日本テレビの『ものまねグランプリ』から移動。

#### ドラマ
- 勇者ヨシヒコと導かれし七人 第8話（2016年11月25日、テレビ東京） - 有名司会者によく似た小太りの男（兄様の後を追うヒサが変身したキャラ） 役

### ラジオ
- いきなりッコージー現場（2001年ナイターオフ - 2001年11月24日、文化放送） - レギュラー
- きらり10代!（2008年3月16日、NHKラジオ第1）「あこがれ仕事百科」第126回仕事人
- 東京REMIX族（J-WAVE） - 聞き役

### インターネット
- 脳のアンチエイジング「クイズ2:1」（2006年1月 - 、OCN）
- 溜池Now（第27回、GyaO）「溜池なんでも鑑定団」

### 映画
- お金が足りない。（2023年12月18日、REIZ INTERNATIONAL、LILYFILM、横川康次、曽根剛監督）[13]

### CM
- 代々木アニメーション学院
- 日本テレビインフォマーシャル（アメリカ横断ウルトラクイズ「突撃○×泥んこクイズ」風）
- スカパー!「たけし祭り」（ホリと一緒にナレーター担当）

## CD
- COZY-EN（2001年、エクスプロージョンレコーズ）
- 達人伝説 -20周年記念アルバム-（2003年、嘉門達夫、DAIPRO-X）「いろんなカーナビものまね大全集」